# フリッツ・レーバー
フリッツ・レーバー（Fritz Roeber、1851年10月15日 - 1924年5月15日）はドイツの画家である。歴史画を描いた。1908年から1924年の間、デュッセルドルフ美術アカデミーの校長を務めた。

## 略歴
現在はノルトライン＝ヴェストファーレン州のヴッパータールの一部であるエルバーフェルト(Elberfeld)で生まれた。地元の高校で学んだ後、エドゥアルド・ベンデマンの弟子になった。普仏戦争に参加したため画家の修行は中断されたが、1870年代に宗教的テーマの版画の大作で知られるようになっていて、1881年のドイツ帝国皇太子のヴィルヘルムの結婚を祝う工芸品のデザインも依頼された。
「Königlich-Preußischen Kunstakademie Düsseldorf」と名前が変わったデュッセルドルフ美術アカデミーで. 1893年から教え始め、20世紀になってからデュッセルドルフの国際美術展や園芸展の開催に貢献した。
1908年から1921年の間、デュッセルドルフ美術アカデミーの校長を務めたが、その運営は保守的であり、1900年頃の美術アカデミーは、ドイツ皇帝、ヴィルヘルム2世の保守的な芸術の好みを反映したものになったとされている。1909年に教会美術やステンド・グラスの技術を教える教室が作られた。1919年にデュッセルドルフ美術アカデミーは工芸学校（Kunstgewerbeschule Düsseldor）を統合した。
1905年に「Kommandeurskreuz II. Klasse」と「 Lippischen Hausorden II. Klasse」を受勲し、1921年にデュッセルドルフの名誉市民の称号を得た。

## 作品

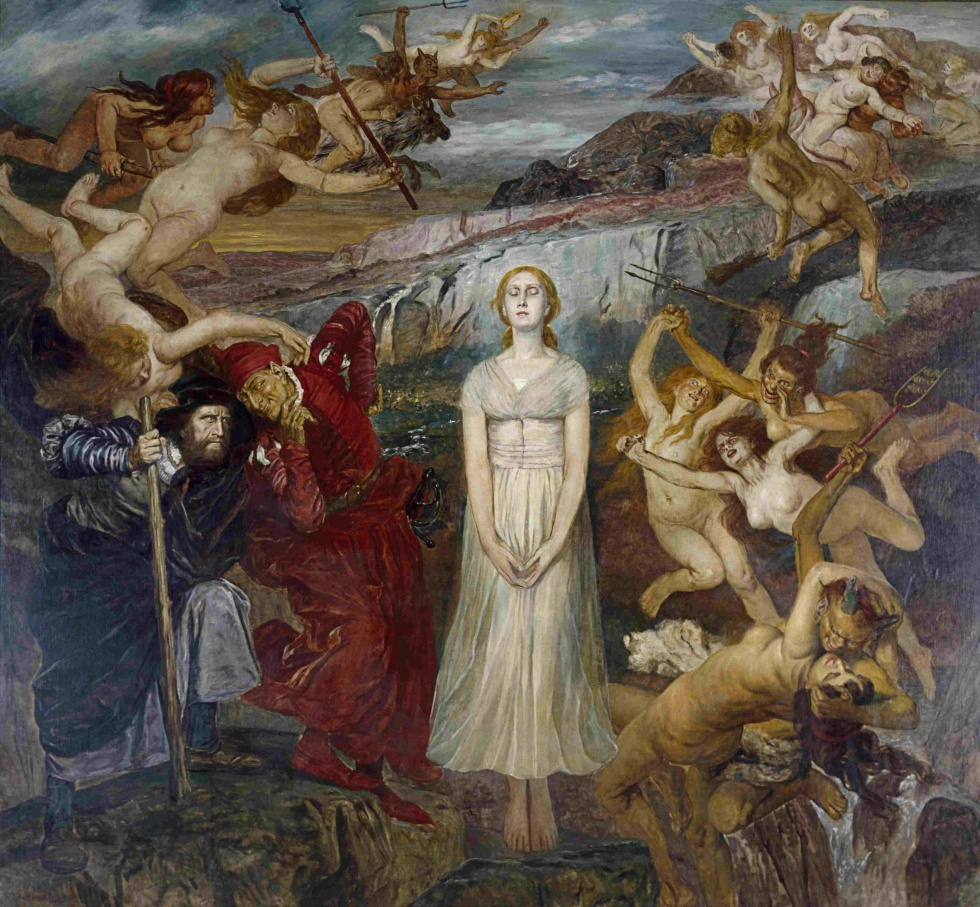
ヴァルプルギスの夜 (c.1910)
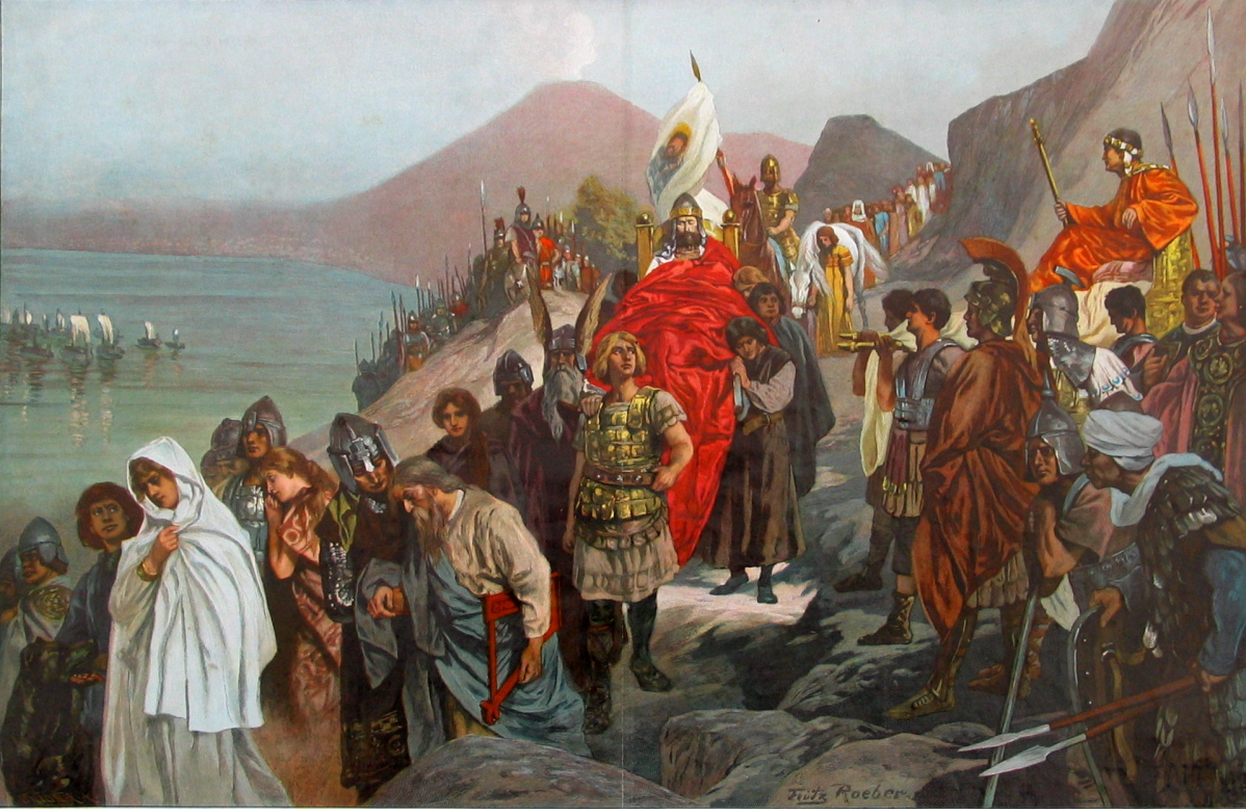
Battle on Vesuvius
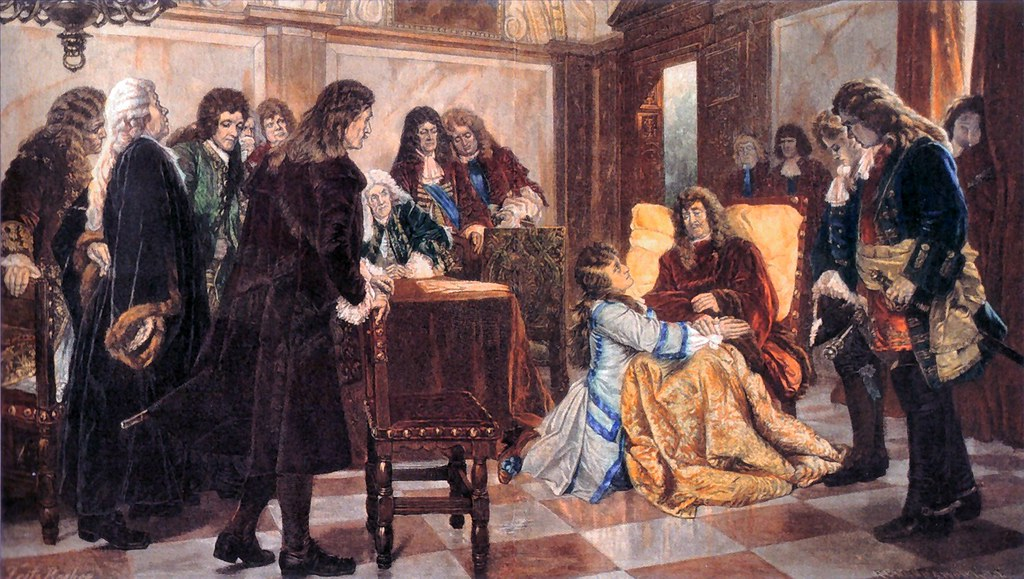
Friedrich Wilhelm and His Son (1908)